# ПКМ-1
ПКМ-1 «Ветер-М» (от Переносной Комплект Минирования) — советский комплекс дистанционного минирования. Предназначен для оперативной установки противопехотных и противотанковых минных полей, в том числе и прямо в ходе боевого столкновения.

## Комплектность и принцип действия
В комплект включается пусковой станок, подрывная машинка ПМ-4, две катушки с кабелем по 50 метров и сумки для транспортировки и хранения. Пусковой станок допускает использование вместо подрывной машинки ПМ-4 любого источника тока силой тока в 1 ампер и напряжением 3-6 вольт.
При присоединии кассеты с минами к пусковому станку замыкаются контактные пары кассеты и станка. При подаче электросигнала пусковой станок срабатывает, в кассете воспламенется вышибной заряд, и мины разбрасываются на расстоянии до 30-35 метров.

## Тактико-технические характеристики
Возможно применение вместе с минами:
 — ПФМ-1 и ПФМ-1С в кассетах КСФ-1 или КСФ-1С
 — ПОМ-1 в кассетах КСО-1
 — ПОМ-2 в кассетах КПОМ-2
 — ПТМ-3 в кассетах КПТМ-3
 — ПТМ-1 в кассетах КПТМ-1
Дальность забрасывания мин, м — 30-35
Длина эллипса рассеивания мин, м — 18-20
Ширина эллипса рассеивания мин, м — 8-10
Полная масса комплекта, кг — 2,6
Расчет, чел. — 1
Время подготовки станка к применению, мин — 5